# Canon Reffye de 85 mm
Le canon de Reffye de 85 mm ou modèle 1873 ou canon de campagne de 7 était une pièce d'artillerie du XIXe siècle, un canon à chargement par la culasse.
Son concepteur, le général Verchère de Reffye, était directeur des ateliers de Meudon et directeur de la fabrique d’armes et de canons de Tarbes.
Ce fut, après le canon de 7 modèle 1867, l’un des premiers canon munis d'une culasse à vis ; il était en bronze, son tube mesurait 2,10 m, et avait pour munition un obus de 7 kg. Adopté par l'armée française en 1873, il sera remplacé par le canon Lahitolle de 95 mm en 1875.
La culasse coulissante à vis interrompue fut une première ; une version postérieure de culasse sera montée sur les canons de l’armée française avec l’obturateur  du système de Bange. C’était un canon à chargement par cartouche, ce qui représentait un avantage par rapport aux boulets et gargousses.
Cette arme fit partie d'un ensemble qui comprenait :
- le canon de Reffye de 75 mm;
- le canon à balle de Reffye ou mitrailleuse utilisée pendant la guerre franco-prussienne de 1870.

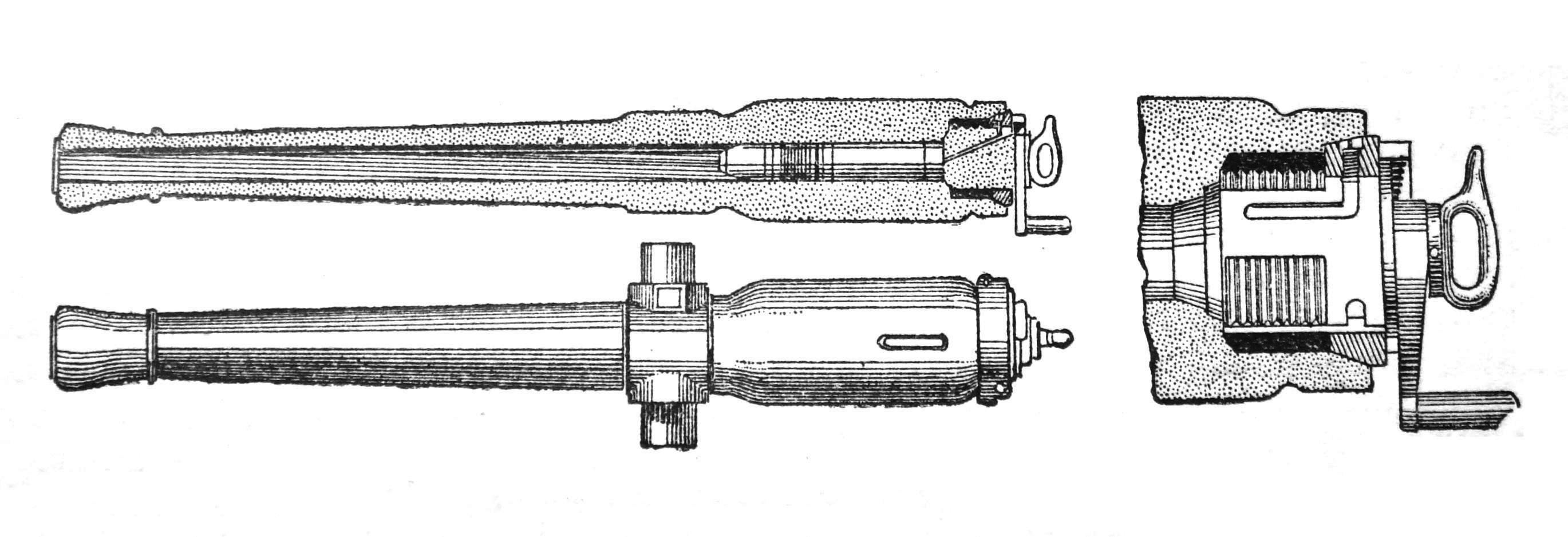
schéma du canon de Reffye.
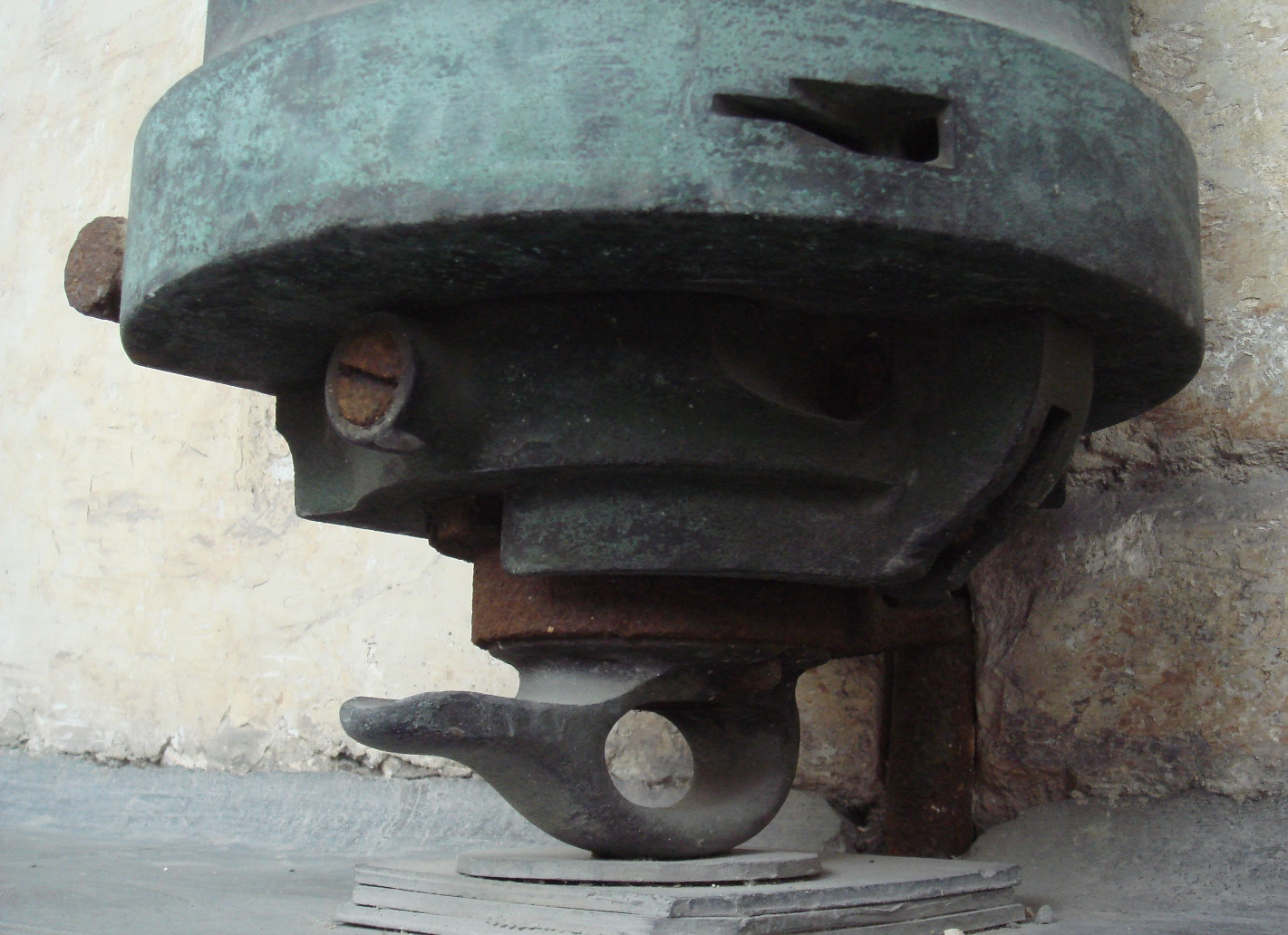
détail de sa culasse (du Musée de l'Armée (Paris)).